# Iglesia de Akbar

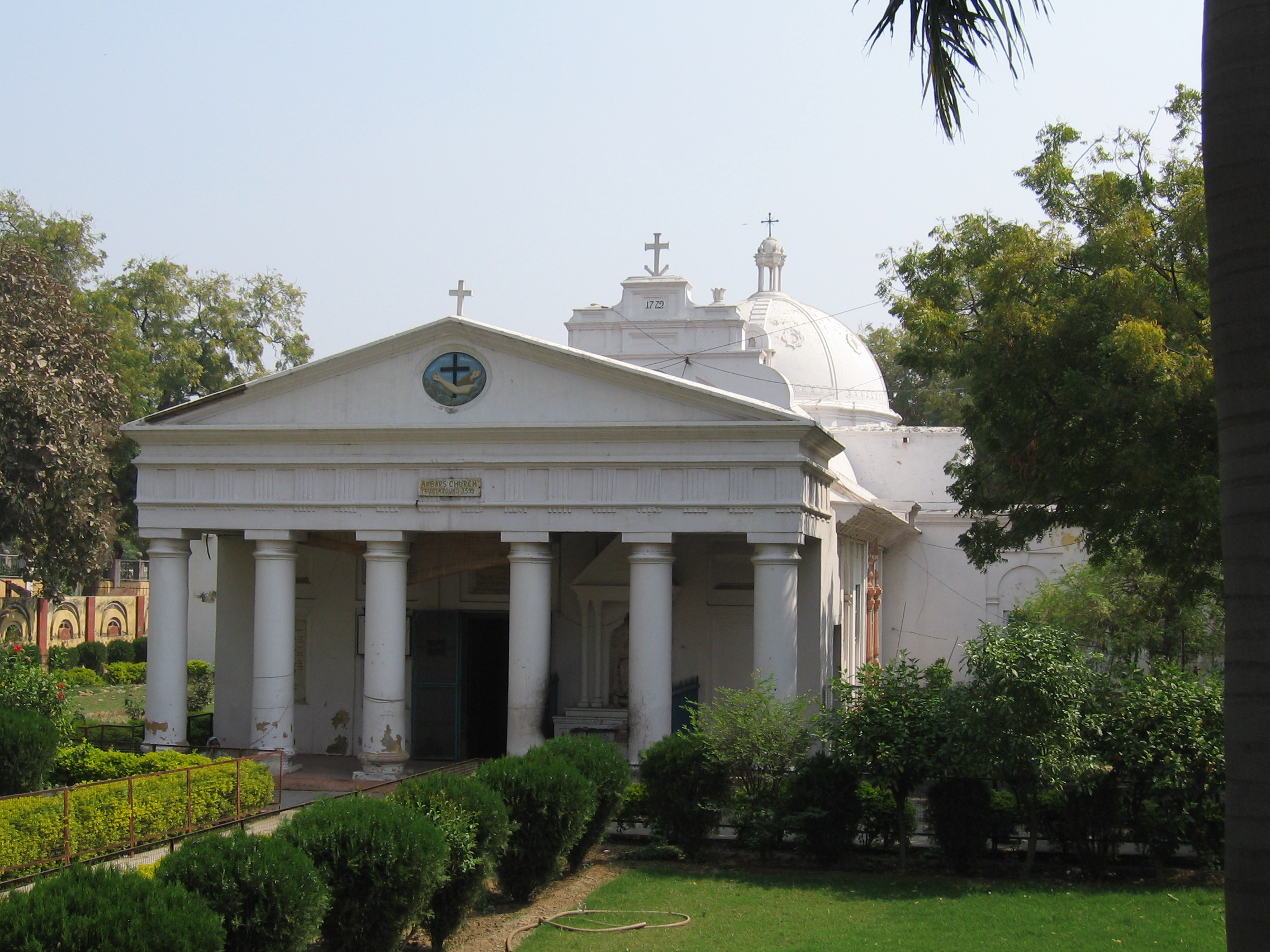
Iglesia de Akbar

La iglesia de Akbar es una iglesia católica construida en el siglo XVI por los padres jesuitas en Agra, Uttar Pradesh, India.

## Historia
A partir de 1580, los sacerdotes Rodolfo Acquaviva, Antonio de Montserrat y Francisco Henríquez llegaron a Agra invitados por el emperador Akbar con el propósito de aprender sobre la cristiandad. Tras cederles el terreno para construir el que sería el primer templo católico, tanto el emperador como su hijo Jahangir donaron parte de sus bienes para continuar con las futuras obras, de las que se encargaron Khwaja Martins y Mirza Sikandar.[cita requerida]
En 1635, se demolió por orden del shah Jahan; sin embargo, volvió a ser reconstruida al año siguiente. El 8 de septiembre de 1636 se celebró la primera santa misa.[cita requerida]
En 1758, fue saqueada por un grupo de invasores persas bajo las órdenes de Ahmad Shah Durrani.
En 1769 volvió a ser reconstruida por el padre Wendel S. J., junto con Walter Reinhardt.[cita requerida]
En 1835 se extendió el ala este.[cita requerida]